# Edgar López
Edgar Iván López Rodríguez (Tijuana, 21 aprile 1999) è un calciatore messicano, attaccante del Toluca.

## Caratteristiche tecniche
È un centravanti.

## Carriera

### Nazionale
Nel 2018 con la nazionale Under-20 messicana ha disputato il campionato nordamericano Under-20.

## Palmarès
- Campionato messicano: 1

Toluca: 2024-2025 (Clausura)